# Yale-Lillooet (circonscription britanno-colombienne)
Pour les articles homonymes, voir Yale (homonymie) et Lillooet.
Circonscription électorale provinciale du Canada
Yale-Lillooet est une ancienne circonscription provinciale de la Colombie-Britannique représentée à l'Assemblée législative de la Colombie-Britannique de 1966 à 2009.

## Géographie
La circonscription était située dans la région des Basses-terres continentales (Lower Mainland).
La circonscription comprenaient les villes et communautés de Gold Bridge, Bralorne (en), Keremeos, Cache Creek, Ashcroft, Hedley, Princeton, Tulameen (en), Coalmont (en), Aspen Grove, Logan Lake, Lac Le Jeune, Lower Nicola (en), Spences Bridge, Lytton, Boston Bar, North Bend (en), Spuzzum, Shalalth, Seton Portage, Fountain (en) et Pavilion.

## Liste des députés
| Législature                                  | Années                                  | Député                                  | Député                                  | Parti                                   |
| Yale-Lillooet Issue de Lillooet et Yale      | Yale-Lillooet Issue de Lillooet et Yale | Yale-Lillooet Issue de Lillooet et Yale | Yale-Lillooet Issue de Lillooet et Yale | Yale-Lillooet Issue de Lillooet et Yale |
| -------------------------------------------- | --------------------------------------- | --------------------------------------- | --------------------------------------- | --------------------------------------- |
| 28e                                          | 1966–1969                               |                                         | Bill Hartley                            | Néo-démocrate                           |
| 29e                                          | 1969–1972                               |                                         | Bill Hartley                            | Néo-démocrate                           |
| 30e                                          | 1972–1975                               |                                         | Bill Hartley                            | Néo-démocrate                           |
| 31e                                          | 1975–1979                               |                                         | Thomas Waterland                        | Créditiste                              |
| 32e                                          | 1979–1983                               |                                         | Thomas Waterland                        | Créditiste                              |
| 33e                                          | 1983–1986                               |                                         | Thomas Waterland                        | Créditiste                              |
| 34e                                          | 1986–1991                               | James Rabbitt                           |                                         | Créditiste                              |
| 35e                                          | 1991–1996                               |                                         | Harry Lali                              | Néo-démocrate                           |
| 36e                                          | 1996–2001                               |                                         | Harry Lali                              | Néo-démocrate                           |
| 37e                                          | 2001–2005                               |                                         | David Chutter                           | Libéral                                 |
| 38e                                          | 2005–2009                               |                                         | Harry Lali                              | Néo-démocrate                           |
| Circonscription abolie, voir : Fraser-Nicola |                                         |                                         |                                         |                                         |